# Stara Gradiška
Stara Gradiška je općina u Hrvatskoj. Nalazi se u Brodsko-posavskoj županiji.

## Zemljopis
Stara Gradiška je naselje i općina u Hrvatskoj koja je smještena u zapadnoj Slavoniji, južno od Okučana na lijevoj obali rijeke Save. Kroz Staru Gradišku prolazi prometno važan smjer iz sjeverozapadne Bosne.

## Stanovništvo
Stara Gradiška ima približno oko dvije tisuće stanovnika, po nacionalnoj strukturi Hrvati su većina s preko 85% stanovnika.
| broj stanovnika | 2650  | 3280  | 3519  | 3466  | 3494  | 3814  | 3469  | 4090  | 3270  | 3449  | 3448  | 3000  | 2633  | 2531  | 1717  | 1363  | 911   |
|                 | 1857. | 1869. | 1880. | 1890. | 1900. | 1910. | 1921. | 1931. | 1948. | 1953. | 1961. | 1971. | 1981. | 1991. | 2001. | 2011. | 2021. |

| broj stanovnika | 29    | 132   | 137   | 66    | 68    | 109   | 71    | 674   | 244   | 268   | 668   | 490   | 537   | 592   | 542   | 327   | 207   |
|                 | 1857. | 1869. | 1880. | 1890. | 1900. | 1910. | 1921. | 1931. | 1948. | 1953. | 1961. | 1971. | 1981. | 1991. | 2001. | 2011. | 2021. |

## Uprava
Općina Stara Gradiška osnovana je 1992 godine. Prve tri godine djeluje u progonstvu a nakon vojno redarstvene akcije Bljesak vraća se u matičnu općinu. 
Dan općine Stara Gradiška je 29. rujna kada se slavi sv. Mihovil koji je ujedno i zaštitnik župe.
Sjedište općine nalazi se u Staroj Gradiški

## Povijest
Iako postoje naznake da se na mjestu današnje Stare Gradiške nalazilo drevno rimsko naselje Servitium, postoje dvojbe dali je ono bilo smješteno na lijevoj ili desnoj obali Save. Međutim evidentno je da je položaj Stare Gradiške kroz povijest imao jaku stratešku važnost. Nedavan pronalzak očuvane keltske kacige iz doba latena (1. st. pr. Kr) na obali Save u naselju Donji Varoš samo podkrepljuje ove tvrdnje.
Prve tragove o ljudskoj naseljenosti na ovom području daju nam materijalni ostatci nekadašnjeg antičkog naselja Servitium u blizini Stare Gradiške. Iako je naselje prema Tabuli Peutingeriani ovo naselje bilo locirano na desnoj obali, ostaci navedenog antičkog lokaliteta pronađeni su u središtu trokuta šume Prašnik, što možemo protumačiti nekadašnjim meandriranjem rijeke Save. Antičko naselje nalazilo se na cesti koja je vodila od Siscije (Siska) prema istoku, a imalo je ulogu i manje postake (mutationes), koja je služila za izmjenu konja ili zaprega. Opsežnija istraživanja do sada nisu vršena, a tanki šumski pokrov i danas skriva brojne uzvišene humke koji sadržavaju fragmente crijepa, cigle, krovnih kanalica i podnih ploča.
Vrela je prvi put spominju 1295. pod imenom Donje Gradiške (mađ. Alsogradisca). To je darovnica ugarske kraljice, a u njoj je Donja Gradiška luka i prijelaz ka Vrbasau. Godine 1330. proglašena je slobodnim kraljevskim gradom. To je bila velika povlastica koju su gradovi zasluživali samo ako su bili od iznimne koristi državi. Na strateškoj važnosti gradiški prijelaz preko Save dobio je u drugoj plovici 15. stoljeća. Njime se dolazilo iz Slavonije do ugroženog Jajca, sjedišta Jajačke banovine. Osmanskim osvajanjem nimalo ne gubi na strateškoj važnosti. 1530-ih i 1540-ih Osmanlije su poduzele velike ofenzive, u čemu su prijelazi preko Save imali veliku ulogu, jer su preko njih u išli u ratne pohode po Srijemu i Slavoniji. Gradiška 1536. pada pod osmansku državu. Od zauzimanja zbornim je mjestom osmanske vojske za pohode po zapadnoj Slavoniji. Gradiška se je afirmirala kao važno naselje. Osmanlije su ga razvijale, sukladno s orijentalnom arhitekturom na objema obalama Save.:60.-61.
Godine 1691. Slavonija je oslobođena od Turaka. Mirom u Srijemskim Karlovcima granica je razdijelila slavonski od bosanskog dijela Gradiške. U oslobodilačkim akcijama Habsburške Monarhije i Gradiška na južnoj obali Save došla je u sastav Habsburške Monarhije. U sastavu bila od 1716. do 1739. godine, no nikad više dvije Gradiške nisu činile jednu cjelinu. Na starim zemljovidima sjeverna je bila Gradiška, a južna Turska Gradiška. U 18. stoljeću Osmanlije nisu napale sjevernu Gradišku. Aktivnu ulogu preuzela je habsburška država. Iz sjeverne Gradiške napadali su Habsburgovci osmansku Bosnu od 1716. do 1718. godine i od 1737. do 1739. godine. Sve do 1745. i do konačnog odvajanja vojnog od civilnog, na gradiškom je području funkcionirala je mješovita vojno-komorska uprava, što je bila karakteristika cijelog Slavonskog Posavlja. 
U terezijanskom razdoblju od 1740. do 1780. Staru Gradišku zahvaćaju modernizacije i reforme kao i druge gradove po Monarhiji. Zahvaljujući temeljitoj graditeljskoj rekonstrukciji tvrđavskog naselja, dobila brojne nove urbanističke
elemente: zidane i drvene objekte, gradski magistrat, uličnu mrežu, novi gradski trg, nove crkve (katoličku i pravoslavnu),
franjevački samostan te novi fortifikacijski pojas s petorim vratima. Gradnja masivnih tvrđavnih bedema prema novim mjerilma značilo je zasijecanje trase u dotadašnji grad, pa su rušene civilne kuće i ini objekti. Dotadašnju građevinsku baštinu zamijenila je u potpunosti barokna građevinska šema. 1740-ih ostupno se ustrojava glavna trgovačko-prometna magistrala u dolini rijeke Save te naselja s prevladavajuće vojno-strategijskim funkcijama preuzimaju i važne trgovačko-prometne funkcije. 1748. godine osnovana Nova Gradiška 20 km dalje, pa se otad za naselje na savskoj obali upotrebljava naziv Stara Gradiška. Osmanlije su tad naselje s južne strane Save po novoj tvrđavi nazvali Berbir. To ime naselja na južnoj obali u uporabi je do 1882., kada je Berbir službeno postao Bosanska Gradiška. Sredinom 18. stoljeća organizira se krajiške pukovnije na krajiškom i županije na civilnom podrućju Slavonije i Srijema, čime se jasnije razgraničuje ozemlja i pravne nadležnosti. Godine 1753. Staroj Gradišci priznat je status vojnog komuniteta na osnovi Engelshofenove uredbe.:60.-61. Godine 1787. je na prijedlog nadzornika komuniteta Thaddäusa Österreichera najviša je vojna vlast početkom travnja 1787. odredila pripojenje "slabijih vojnih općina" pukovnijama, među njima i općinu Staru Gradišku.:62. Treći val napada ih sjeverne Gradiške na osmansku Bosnu Habsburgovci su poduzeli 1788. i trajalo je to do 1790. godine.:60.-61.
Stara Gradiška je poznata po tome što je u njoj NDH za vrijeme drugog svjetskog rata sagradila sabirni logor, dio jasenovačkog logorskog kompleksa.
Nakon rata se u Staroj Gradišci nalazio zloglasni zatvor, u kome su, između ostalih, u doba SFRJ kazne služili hrvatski politički zatvorenici. Zbog toga su se kažnjenici u šali nazivali Gradišćanskim Hrvatima.
Stara Gradiška je na početku rata u Hrvatskoj postala važno uporište JNA preko koga su se opskrbljivale krajiške snage u Zapadnoj Slavoniji. Oslobođena 2. svibnja 1995. za vrijeme Operacije Bljesak.

## Gospodarstvo
Razvijena je drvoprerađivačka i metalna industrija. 
Poljoprivreda je tradicionalno usmjerena na stočarstvo s naglaskom na proizvodnju kravljeg mlijeka.
Dio stanovništa radi u uslužnim djelatnostima jer se na području općine nalazi veliki granični prelaz prema BIH. Ovaj granični prelaz je prve kategorije.

## Poznate osobe
- pater Đuro Rapić a Gradisca [nedostaje izvor]
- Janko Ibler[5]
- Veljko Ugrinić, hrvatski športski djelatnik

## Spomenici i znamenitosti
Poznata katolička crkva u starogradiškom naselju Uskoci.

## Obrazovanje
Osnovna škola Okučani - područna škola Stara Gradiška

## Šport
- NK Sava Stara Gradiška
- Stolnoteniski klub "Spin"
- ŠRU "Šaran"